# Суворов, Аркадий Дмитриевич
Аркадий Дмитриевич Суворов (26.12.1912-13.10.1999) — инженер, участник советского атомного проекта, лауреат Сталинской премии 3-й степени (1953).
Родился 26.12.1912 г. в Санкт-Петербурге.
В 1939—1940 гг. начальник геофизической партии Дальстроя НКВД СССР.
С апреля 1941 по декабрь 1945 г. служил в РККА.
Воевал на Ленинградском фронте в составе 291-го отдельного артиллерийского батальона, 5-й отдельной железнодорожной батареи, затем до января 1943 г. командир батареи на Центральном фронте, командир 139-го отдельного бронепоезда на фронтах 2-м Украинском, 4-м Украинском, 2-м Белорусском. Награждён орденом Красной Звезды, медалями «За оборону Ленинграда», «За победу над Германией в Великой Отечественной войне 1941—1945 гг.»
В марте 1946 года направлен в только что созданный Всесоюзный научно-исследовательский институт разведочной геофизики (ВИРГ). В феврале 1948 года откомандирован в Первое Главное управление на предприятие «почтовый ящик 975» (КБ-11) как специалист, работающий с радиоактивными веществами. Участвовал в разработке ядерного оружия (атомной и водородной бомб).
В 1951 г. и. о. заместителя директора по спецпроизводству завода № 3 (ЭМЗ «Авангард»). В 1953 г. перешёл на должность младшего научного сотрудника в отделение 04, затем исполнял обязанности начальника отдела.
В конце 1954 года признан инвалидом II группы и переведен на должность начальника дозиметрической службы предприятия.
С 1955 г. начальник вновь организованного отдела технической информации НИИ-204.
В октябре 1960 г. вернулся в ВИРГ, работал старшим научным сотрудником и заведующим лабораторией до выхода на пенсию в 1979 году.
Кандидат технических наук (1968).
Лауреат Сталинской премии 3-й степени (1953) — за изготовление опытных изделий РДС и освоение серийного производства РДС. Награждён орденом Трудового Красного Знамени.